# Hypsizygus ligustri
Hypsizygus ligustri är en svampart som beskrevs av Raithelh. 1974. Hypsizygus ligustri ingår i släktet Hypsizygus och familjen Lyophyllaceae.   Inga underarter finns listade i Catalogue of Life.